# Die verspätete Nation
Die verspätete Nation. Über die politische Verführbarkeit bürgerlichen Geistes ist der Titel eines der zentralen Werke des deutschen Soziologen Helmuth Plessner. Ausgehend von einer religions-, kultur- und politikgeschichtlichen Philosophie der offenen Moderne beschreibt Plessner darin das ambivalente und damit gefährliche Potential der deutschen Mentalität in ihrer historisch verwurzelten Ablehnung der westlichen Aufklärung. Das Manuskript entstand in Plessners niederländischem Exil, erschien 1935 unter anderem Titel in der Schweiz und wurde erst 1959 in der Bundesrepublik veröffentlicht.

## Kontext
Das Buch ging aus einer Reihe von „Vorträgen zur Einführung in die gegenwärtigen geistigen Kämpfe Deutschlands und seiner Philosophie“ hervor, die Plessner im Winter 1934/35 in seinem niederländischen Exil vor Studenten aller Fakultäten der Reichsuniversität Groningen gehalten hatte. Daraus entstand die Schrift Das Schicksal des deutschen Geistes im Ausgang seiner bürgerlichen Epoche, die 1935 von einem Schweizer Verlag publiziert wurde. Zunächst konnte das Buch sogar noch in Deutschland verkauft werden. Doch nach einer Kritik in der national-konservativen Zeitung Germania – Zeitung für das Deutsche Volk beorderte der Verlag die noch in Deutschland vorrätigen Exemplare in die Schweiz zurück. Erst 1959 erschien es dann unverändert unter dem Titel Die verspätete Nation. Über die politische Verführbarkeit bürgerlichen Geistes (1959) beim Kohlhammer Verlag. Plessner verzichtete auf den ursprünglichen Titel, weil der ihm „schwerfällig“ erschien und die Verwendung des Wortes „Schicksal“ die Vorstellung erweckt hätte, die deutsche Katastrophe sei unausweichlich gewesen.

## Inhalt
Ausgehend von einer anthropologischen Herangehensweise zeichnet Plessner die Entwicklung des deutschen Geistes seit dem 16. Jahrhundert nach. Er geht der Frage nach, warum vor allem das Bürgertum bereit war, einen Herrscher wie Hitler zu unterstützen. Plessner zeichnet hierbei das eigentümliche, ambivalente, gefährliche Potential der deutschen Mentalität (Joachim Fischer) nach. Das westliche Europa durchlief seit dem 17. und 18. Jahrhundert eine Demokratisierung, während für Deutschland in diesen Zeitraum der Untergang des Heiligen Römischen Reiches deutscher Nation fiel. Dieser Traditionsbruch wirkt bis ins 20. Jahrhundert hinein und belastet die geistesgeschichtliche Entwicklung Deutschlands. Die Reichsgründung fiel in eine politisch-mentalitätsmäßige Phase, in der die Aufklärung in den Hintergrund trat und Deutschland nur auf vordemokratische Strukturen blicken konnte.
Deshalb konnte sich der deutsche Nationalstaat nicht auf die Ideen der bürgerlichen Aufklärung (wie etwa naheliegend Freiheit, Gleichheit, Brüderlichkeit) berufen, sondern auf ein voraufklärerisches Volkstum als gemeinsame Basis. Plessner weist darauf hin, dass jeder Mensch zwar Franzose oder Engländer werden könne, indem er die Werte der modernen Gesellschaft akzeptiere. Hingegen könne jedoch niemand Kraft des Entschlusses „Volksdeutscher“ werden, wenn er es nicht schon von Geburt an war.
Einen bis dahin in seiner politischen Dimension noch nicht behandelten Problemstrang macht Plessner in der spezifischen Entwicklung des Luthertums in Deutschland aus. Durch zwangsstaatliche Organisation in einer evangelischen Landeskirche wird verhindert, dass der Einzelne sein religiöses Interesse schöpferisch in die Gemeinde einbringt. Diese Verschränkung von staatlicher und kirchlicher Macht führe zu einer stärkeren Verweltlichung religiöser Impulse. Für das Individuum führe dies zu einem Bruch zwischen Innerlichkeit ((religiöser) Verwirklichung als Person) und der Öffentlichkeit bzw. Politik. Darauf erwachse letztlich eine unpolitische Haltung, die sich der Obrigkeit gegenüber gleichgültig oder opportunistisch verhält.
Die Spaltung der Kirchen ist stärker als in anderen europäischen Staaten ausgeprägt, geht mit einer schwachen Aufklärung einher und führt zur inneren Spaltung und damit großen Unsicherheit der Deutschen.

## Wirkung
In zeitgenössischen Besprechungen des Buches nach seinem Ersterscheinen 1935 bezweifelten Max Horkheimer und Herbert Marcuse, dass der geistesgeschichtliche Fokus des Buches auf die deutsche Vorgeschichte des Nationalsozialismus etwas zu dessen Verständnis beitragen könne. Sie warfen Plessner vor, mit seiner Schrift zur Verharmlosung und kulturellen Normalisierung des Nationalsozialismus beizutragen. Zur Neuauflage von 1959 dagegen schrieb Jürgen Habermas: Plessner habe einmal die Soziologie als institutionalisierte Dauerkontrolle einer gefährdeten Gesellschaft bezeichnet. Mit seinem ingeniösen Beitrag zur Herkunft des Faschismus übe er als Soziologe, Historiker und Philosoph zugleich eine Kontrolle dieser Art am Gefahrenherd selber.
Heinrich August Winkler nannte den Text einen Meilenstein auf „Deutschlands langem Weg nach Westen“. Für Hermann Lübbe ist es ein aufschlussreiches Buch, „sowohl über Deutschland wie für Plessner selbst, den das eigene Land in der nationalsozialistischen «Erhebung» der Nation von dieser ausschloss“.

## Ausgaben (Auswahl)
- Das Schicksal deutschen Geistes im Ausgang seiner bürgerlichen Epoche. Niehans, Zürich / Leipzig 1935.
- Die verspätete Nation. Über die politische Verführbarkeit bürgerlichen Geistes. Kohlhammer, Stuttgart 1959.
  - Die verspätete Nation. Über die politische Verführbarkeit bürgerlichen Geistes. 5. Auflage. Kohlhammer, Stuttgart 1959.
- Die verspätete Nation. Über die politische Verführbarkeit bürgerlichen Geistes. Suhrkamp, Frankfurt am Main 1974, ISBN 3-518-07666-3.
  - Die verspätete Nation. Über die politische Verführbarkeit bürgerlichen Geistes. 5. Auflage. Suhrkamp, Frankfurt am Main 1994, ISBN 3-518-27666-2.
- Von Matsumoto Michisuke ins Japanische übersetzt: Doitsu-roman-shugi-to-Nachizumu. Okuretekita-kokumin. Kōdansha, Tokio 1997, ISBN 4-06-159175-4.
- Von Ivan Prpić ins Kroatische übersetzt: Zakašnjela nacija. O političkoj zavodljivosti građanskog duha. Naprijed, Zagreb 1997, ISBN 953-178-078-1.